# 人員落海警示系統

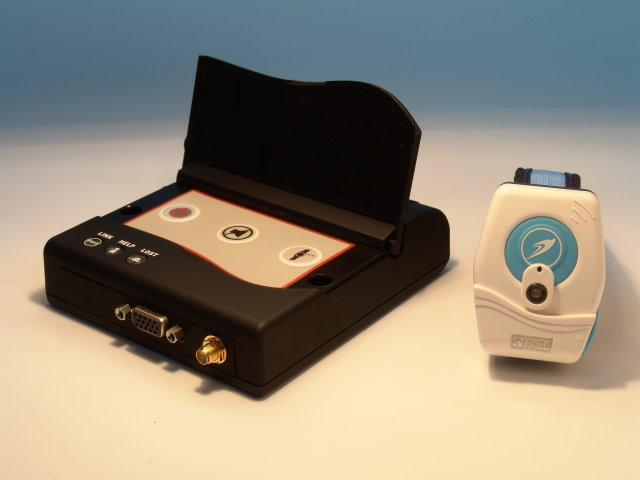
人員落海警示系統之主機與子機

人員落海警示系統（英語：Man Overboard System，縮寫MOB）用於監控船員意外落海的發生，當人員離開安全監控範圍時，系統能夠即時提供警示。於2007年後廣泛地用於渡輪、漁船、遊艇、領港工作船及海上工作平台等。
其工作原理是透過2.4GHz的無線高頻傳輸系統，藉由配戴者於船員身上的子機持續發送訊號給主機，當子機離開無線電的監控距離時，主機系統將自動發出警報以通知監控人員注意，並同時記錄下子機失聯之時間及當時船隻位置，以提供當搜尋落海人員之依據。